# Сантуш-и-Каштру, Жилберту Мануэл
Жилбе́рту Мануэ́л Са́нтуш-и-Ка́штру (порт. Gilberto Manuel Santos e Castro; 7 июня 1928, Лобиту — 20 апреля 1996, Оэйраш) — португальский военный и правый политический активист, офицер колониальных войск в Анголе, организатор первых подразделений португальских коммандос. Участник колониальной войны и ангольской гражданской войны на стороне ФНЛА. Один из руководителей антикоммунистической организации МДЛП.

## Колониальная служба
Родился в семье португальских поселенцев в Анголе. В 1951 году поступил на службу в вооружённые силы Португалии. Участвовал в португальской колониальной войне в Анголе, командовал артиллерийскими подразделениями. С 1964 года имел звание майора.
29 июня 1965 года Жилберту Сантуш-и-Каштру возглавил первый в португальской армии центр подготовки коммандос. С 1969 года — подполковник. В 1971 году назначен военным губернатором Северной Кванзы.
12 июля 1966 года был награждён медалью «За выдающиеся заслуги». 9 мая 1974 года награждён медалью Военной доблести. Вторую награду присвоил революционный Совет национального спасения после смены власти 25 апреля 1974 года.

## Гражданская война
Апрельская революция начала процесс предоставления независимости колониям Португалии. Жилберту Сантуш-и-Каштру был решительным противником деколонизации. Кроме того, он придерживался правых антикоммунистических взглядов. Поддерживал генерала Спинолу. Присоединился к созданному в мае 1975 года Демократическому движению за освобождение Португалии (МДЛП). Вместе с капитаном 1-го ранга Гильерме Алпоином Калваном и полковником Диашем ди Лима подполковник Сантуш-и-Каштру состоял в военно-оперативной комиссии МДЛП.
Во главе группы коммандос Сантуш-и-Каштру примкнул к ангольскому правому антикоммунистическому движению ФНЛА Холдена Роберто — естественному союзнику МДЛП. Возглавлял оперативный штаб ЭЛНА — вооружённых сил ФНЛА. Гражданская война в Анголе рассматривалась МДЛП не как внутренний конфликт, а как один из фронтов антикоммунистического противостояния в «лузитанском мире». Сантуш-и-Каштру участвовал в боях против МПЛА и кубинских войск на подступах к Луанде. Однако войска ФНЛА и их союзники потерпели поражение в битве при Кифангондо (одной из причин явилось взаимное недоверие и соперничество белых и чернокожих командиров армии Роберто).

## Послевоенная деятельность
После поражения ФНЛА Жилберту Сантуш-и-Каштру перебрался в Португалию. Острая фаза противостояния к тому времени завершилась. В 1979 году Сантуш-и-Каштру с группой единомышленников пытался инициировать судебное преследование политиков, ответственных за деколонизацию (в том числе Мариу Суареша, Витора Крешпу, Отелу Сарайва ди Карвалью, Франсишку да Кошта Гомиша, Эрнешту Мелу Антунеша, Антониу Роза Коутинью). В июне 1982 участвовал в основании Ассоциации ветеранов коммандос.
В своих воспоминаниях Жилберту Сантуш-и-Каштру выражал сожаление, что «храбрые люди с обеих сторон в Анголе не сели за стол переговоров».

## Память
Скончался Жилберту Сантуш-и-Каштру в возрасте 67 лет.
Считается одним из основателей элитных частей португальской армии. Сантуш-и-Каштру поставлен бюст в казарме Оэйраша.

## Семья и личность
Жилберту Сантуш-и-Каштру был женат, имел троих детей. Среди его личных черт родственники отмечают простоту и жизнерадостность.